# Andrés Parada Alvite
Andrés Parada Alvite, conegut com a Suco I, (Santa Uxía de Ribeira, 27 de setembre de 1938) fou un futbolista espanyol de la dècada de 1960.

## Trajectòria
Jugava a la posició d'extrem. Es formà a l'Atlético Ribeira de la seva ciutat natal i al CD Cambados. Fou fitxat pel Racing Club de Ferrol, amb qui jugà tres temporades i mitja a segona divisió. Començada la temporada 1959-60 fitxà pel FC Barcelona, i hi romangué dues temporades, disputant 21 partits en els quals marcà 4 gols. Guanyà una Lliga (1960) i una Copa de Fires (1960), i fou subcampió de la Copa d'Europa (1961). Fou traspassat al Racing de Santander la temporada 1961-62. Entre 1963 i 1966 jugà tres temporades al València CF. Finalitzà la seva trajectòria al Deportivo La Coruña.
El seu germà Suco II també fou un destacat futbolista.

## Palmarès
FC Barcelona
- Lliga espanyola:
  - 1959-60
- Copa espanyola:
  - 1959-60